# Soudaine-Lavinadière
Soudaine-Lavinadière är en kommun i departementet Corrèze i regionen Nouvelle-Aquitaine i de centrala delarna av Frankrike. Kommunen ligger  i kantonen Treignac som tillhör arrondissementet Tulle. År 2022 hade Soudaine-Lavinadière 143 invånare.

## Befolkningsutveckling
Antalet invånare i kommunen Soudaine-Lavinadière
Referens:INSEE